# ميني دوبري
ميني دوبري (بالإنجليزية: Minnie Dupree)‏ هي ممثلة أمريكية، ولدت في 19 يناير 1873 في لاكروس في الولايات المتحدة، وتوفيت في 23 مايو 1947 في نيويورك في الولايات المتحدة بسبب مرض.

## وصلات خارجية
- ميني دوبري على موقع IMDb (الإنجليزية)
- ميني دوبري على موقع أول موفي (الإنجليزية)
- ميني دوبري على موقع قاعدة بيانات برودواي على الإنترنت (الإنجليزية)
- ميني دوبري على موقع قاعدة بيانات الفيلم (الإنجليزية)
- ميني دوبري على موقع كينوبويسك (الروسية)